# United Nations Command
United Nations Command (UNC) ist das multinationale Militärhauptquartier der Vereinten Nationen an der innerkoreanischen Grenze auf der koreanischen Halbinsel. Das Hauptquartier befindet sich zusammen mit dem Hauptquartier der U.S.-Streitkräfte in Korea in Camp Humphreys in der Nähe der Stadt Pyeongtaek.

## Geschichte
Mit dem nordkoreanischen Angriff auf Südkorea am 25. Juni 1950 begann der Koreakrieg. Die Vereinten Nationen beauftragten die Vereinigten Staaten, einen militärischen Stab aufzustellen und die verbündeten Kräfte zur Verteidigung Südkoreas zu führen. Das United Nations Command übernahm am 24. Juli 1950 seine Aufgabe. Erster Befehlshaber war General of the Army Douglas MacArthur. Der Sitz des Hauptquartiers war Tokio, bis es 1957 nach Korea verlegte. UNC ist die erste und älteste Friedensmission der Vereinten Nationen.
Nach dem Waffenstillstand von Panmunjeom übernahm UNC die Überwachung und Sicherung des Waffenstillstands. Zugleich wurden die Verbündeten Streitkräfte nach und nach reduziert und viele Nationen beendeten zunächst ihre Beteiligung an UNC. Die USA stellten am 1. Juli 1957 die United States Forces Korea (USFK) als nationales Kommando auf und unterstellten ihm den Großteil ihrer Truppen. USFK und UNC werden durch den gleichen Befehlshaber geführt. Am 8. November 1978 wurde das Republic of Korea (ROK) - U.S. Combined Forces Command (CFC) als gemeinsames U.S.-südkoreanisches Kommando aufgestellt, das gemeinsame Operationen führen soll. Dadurch verlor UNC weiter an Bedeutung. Seine Rolle reduzierte sich auf die Unterstützung und Pflege des Waffenstillstands. Erst etwa ab 2010 und verstärkt ab 2015 wuchs die Bedeutung des UNC wieder angesichts der zunehmenden Spannungen auf der koreanischen Halbinsel. Im Laufe der Zeit kehrten eine Anzahl von Nationen mit kleinen Verbindungselementen zurück.

## Aufgaben
Aufgabe von UNC ist es
- das Waffenstillstandsabkommen durchzusetzen,
- die Zusammenarbeit zwischen den truppenstellenden Nationen zu bewahren und die internationale Unterstützung für die Aktivitäten des südkoreanisch-amerikanischen Bündnisses abzusichern,
- den Zugang zu den Basen unter UNC Rear sicherzustellen,
- die Bereitstellung der teilnehmenden Truppen zu unterstützen.

## Organisation
Das UNC besteht aus
- dem Hauptquartier
- dem Sekretariat der Militärischen Waffenstillstandskommission (UNC Military Armistice Commission – Secretariat/UNC MAC - S)
- dem United Nations Command Security Battalion – Joint Security Area
- einer Kompanie Ehrenwache
- dem rückwärtigen Kommando UNC Rear in Japan.[5]

### Führung
UNC wird von einem U.S.-amerikanischen General geführt, der zugleich Befehlshaber United States Forces Korea ist. Sein Stellvertreter ist ein Offizier aus einer anderen teilnehmenden Nation, zurzeit der kanadische Generalleutnant Derek Macauley.

### UNC Rear
Das rückwärtige Hauptquartier UNC Rear Headquarters wurde 1957 aufgestellt, als das Hauptquartier von Japan nach Korea verlegt wurde. Es ist für sieben designierter Operationsbasen in Japan zuständig. Diese Basen unterstützen die UNC-Truppen vor allem bei der Verlegung ins und aus dem Einsatzgebiet und bei ihrer Versorgung.

## Deutsche Beteiligung
Deutschland war am Koreakrieg nicht mit Truppen beteiligt. Die Bundesregierung kündigte 1953 die Bereitstellung eines Feldhospitals an, das vom Deutschen Roten Kreuz betrieben wurde. Es befand sich in Busan und hatte 117 zivile Angehörige. Das Hospital bestand von 1954 bis 1959 und hat etwa 300.000 Patientinnen und Patienten behandelt. Unter anderem wurden über 6000 Kinder in diesem Krankenhaus geboren.
Am 2. August 2024 trat Deutschland anlässlich eines Besuchs von Verteidigungsminister Boris Pistorius dem UNC als 18. Mitglied formal bei. Die Art der Beteiligung wurde noch nicht festgelegt.